# Mario Nascimbene
Mario Nascimbene (Milano, 28 novembre 1913 – Roma, 6 gennaio 2002) è stato un compositore e direttore d'orchestra italiano.

## Biografia
Dotato di un vivo talento musicale, si iscrive al Conservatorio di Musica "Giuseppe Verdi" di Milano, dove è allievo di Ildebrando Pizzetti. Dopo aver conseguito il diploma in composizione e direzione d'orchestra si dedicò in principio alla composizione di musica sinfonica e da camera.
Nel 1941 gli viene chiesto di scrivere il commento musicale per il film L'amore canta, diretto da Ferdinando Maria Poggioli. Il successo del film lo spinge a dedicarsi in maniera quasi esclusiva alla composizione di colonne sonore per la "settima arte".
Nel corso del decennio 1945-55, la sua attività cinematografica si accresce e le sue composizioni per film si infittiscono. Nascimbene si afferma come uno dei più nuovi e originali musicisti cinematografici italiani, mostrando anche una notevole versatilità e flessibilità. Infatti egli passa disinvoltamente a comporre colonne sonore per film d'impegno umano e sociale, per commedie di costume, per pellicole drammatiche e sentimentali, per "kolossal" storici. Egli dimostra sempre in ogni occasione un alto grado di professionalità, accompagnato talora da modi particolarmente nuovi ed originali di concepire il rapporto fra il commento musicale e il soggetto dell'opera cinematografica.
Nascimbene è considerato in maniera pressoché unanime dalla critica uno dei migliori autori di colonne sonore del cinema italiano del '900 grazie soprattutto all'originalità delle innovazioni da lui introdotte nella stesura dello spartito, tra cui l'uso di strumenti non orchestrali, come lo scacciapensieri e l'armonica a bocca, e di fonti sonore provenienti dalla vita quotidiana, quali ad esempio il ticchettio di un orologio, il campanello di una bicicletta o il rumore delle macchine da scrivere da lui utilizzato nella colonna sonora di Roma ore 11 (1952).
Nel corso della sua carriera Mario Nascimbene stabilirà durevoli sodalizi artistici e culturali con artisti come Filiberto Sbardella e registi di vaglia quali Roberto Rossellini e Giuseppe De Santis, per il quale scriverà le musiche, oltre che del già citato Roma ore 11, di Giorni d'amore (1955), e di Uomini e lupi (1957). In quest'ultima partitura musicale Nascimbene utilizzò temi provenienti dal folclore musicale abruzzese, ottenendo una grande efficacia drammatica.
Il lavoro di Mario Nascimbene riscuote consensi anche oltreoceano, e ben presto da Hollywood arrivarono commesse per la realizzazione delle colonne sonore di film famosi tra cui La contessa scalza (1954) diretto da Joseph L. Mankiewicz, Cartagine in fiamme (1959) diretto da Carmine Gallone, Salomone e la regina di Saba (1959) diretto da King Vidor e Barabba (1961) diretto da Richard Fleischer.
Egli inoltre si cimentò nella musica lirica con l'opera Faust a Manhattan diretta dal maestro Franco Ferrara e filmata all'auditorium RAI di Napoli, con la regia di Sandro Bolchi, con protagonista il Baritono Antonio Boyer.
Nascimbene lavorò anche per la televisione, componendo le musiche di alcuni tra i più noti sceneggiati televisivi della RAI, tra cui Atti degli apostoli (1969) ed Eneide (1971).
Nel 1975 si occupò delle musiche del film di Roberto Rossellini Il messia.
Negli anni '80 e '90 l'attività compositiva di Nascimbene si dirada, mentre crescono i suoi impegni come conferenziere e docente di seminari sulla composizione di musiche da film. I suoi ultimi lavori sono le colonne sonore di Il vento e l'amore - Progetto Manzù, film didattico del Centro Sperimentale di Cinematografia di Roma diretto nel 1982 da Glauco Pellegrini sulla vita del famoso scultore, presentato al cinquantenario della Mostra del Cinema di Venezia, e Blue dolphin documentario diretto da Giorgio Moser nel 1990. Per quest'ultimo suo lavoro otterrà una nomination al Premio David di Donatello, che però non vincerà. L'anno seguente gli viene però conferito un David di Donatello speciale come riconoscimento alla sua carriera.
Oltre ad avere composto le colonne sonore di oltre 300 film, Mario Nascimbene è apparso anche una sola volta sul grande schermo come attore, interpretando la parte del Prof. Ferrara nel film Storia di una donna, diretto nel 1969 da Leonardo Bercovici.
Mario Nascimbene era molto legato al Promontorio dell'Argentario, dove aveva una residenza.
Nel 2022 viene messo in scena  in prima mondiale a Torino presso il Teatro San Siuseppe il balletto "Ballett Konzert" di cui Nascimbene scrisse la musica e la storia.
Alla sua memoria è dedicato il premio "Mario Nascimbene Award"di Orsogna (Chieti), che viene conferito a giovani compositori di colonne sonore.

## Discografia
- 1956 - Alexander the Great
- 1957 - A Farewell to Arms
- 1958 - The Vikings
- 1959 - Solomon and Sheba
- 1960 - Scent of Mystery
- 1961 - Francis of Assisi
- 1962 - Barabbas
- 1963 - Musica per commenti sonori
- 1966 - Le soldatesse
- 1967 - Doctor Faustus
- 1968 - Melodie e ritmi - Piccoli Complessi Jazz
- 1968 - Commandos
- 1969 - Gli atti degli apostoli
- 1969 - Sound And Light (Notturno al Foro Romano)
- 1969 - Melodie e ritmi - Jazz commento
- 1971 - Anch'io sono l'America

## Filmografia parziale
- L'amore canta, regia di Ferdinando Maria Poggioli (1941)
- Margherita fra i tre, regia di Ivo Perilli (1942)
- Se io fossi onesto, regia di Carlo Ludovico Bragaglia (1942)
- Incontro con Laura, regia di Carlo Alberto Felice (1945)
- Capitan Demonio, regia di Carlo Borghesio (1949)
- Amor non ho... però... però, regia di Giorgio Bianchi (1951)
- È l'amor che mi rovina, regia di Mario Soldati (1951)
- O.K. Nerone, regia di Mario Soldati (1951)
- Operazione Mitra, regia di Giorgio Cristallini (1951)
- Roma ore 11, regia di Giuseppe De Santis (1952)
- La valigia dei sogni, regia di Luigi Comencini (1953)
- Lasciateci in pace, regia di Marino Girolami (1953)
- L'amore in città, registi vari (1953)
- Prima di sera di Piero Tellini (1954)
- Il divorzio, episodio di Il letto, regia di Gianni Franciolini (1954)
- La contessa scalza (The Barefoot Contessa), regia di Joseph L. Mankiewicz (1954)
- Scuola elementare, regia di Alberto Lattuada (1954)
- Giorni d'amore, regia di Giuseppe De Santis (1955)
- Luna nova, regia di Luigi Capuano (1955)
- La vedova X, regia di Lewis Milestone (1955)
- Alessandro il Grande (Alexander the Great), regia di Robert Rossen (1956)
- Uomini e lupi, regia di Giuseppe De Santis e Leopoldo Savona (1957)
- Addio alle armi (A Farewell to Arms), regia di Charles Vidor (1957)
- Amore e chiacchiere, regia di Alessandro Blasetti (1957)
- Parola di ladro, regia di Nanni Loy e Gianni Puccini (1957)
- I vichinghi (The Vikings), regia di Richard Fleischer (1958)
- Nel blu dipinto di blu, regia di Piero Tellini (1959)
- Cartagine in fiamme, regia di Carmine Gallone (1959)
- Salomone e la regina di Saba (Solomon and Sheba), regia di King Vidor (1959)
- Estate violenta, regia di Valerio Zurlini (1959)
- Giuseppe venduto dai fratelli, regia di Irving Rapper (1960)
- Le baccanti, regia di Giorgio Ferroni (1961)
- Francesco d'Assisi (Francis of Assisi), regia di Michael Curtiz (1961)
- Barabba (Barabbas), regia di Richard Fleischer (1961)
- Costantino il Grande, regia di Lionello De Felice (1961)
- La ragazza con la valigia, regia di Valerio Zurlini (1961)
- Furto su misura (The Happy Thieves), regia di George Marshall (1961)
- Jessica, regia di Jean Negulesco (1962)
- Donne senza paradiso - La storia di San Michele (Axel Munthe - Der Arzt von San Michele), regia di Giorgio Capitani e Rudolf Jugert (1962)
- Pronto... c'è una certa Giuliana per te, regia di Massimo Franciosa (1967)
- Idea di un'isola, regia di Roberto Rossellini (1967)
- Dick Smart 2.007, regia di Franco Prosperi (1967)
- Atti degli apostoli, regia di Roberto Rossellini (1969)
- Togli le gambe dal parabrezza, regia di Massimo Franciosa (1969)
- Gradiva, regia di Giorgio Albertazzi (1970)
- Socrate, regia di Roberto Rossellini (1970)
- Blaise Pascal, regia di Roberto Rossellini (1971)
- Eneide, regia di Franco Rossi (1971)
- La prima notte di quiete, regia di Valerio Zurlini (1972)
- Agostino d'Ippona, regia di Roberto Rossellini (1972)
- Cartesius, regia di Roberto Rossellini (1973)
- Anno uno regia di Roberto Rossellini (1974)
- Il messia, regia di Roberto Rossellini (1975)
- Lo scialo (mini-serie TV), regia di Franco Rossi (1987)

## Premi
- 1952 Nastro d'Argento per Roma ore 11
- 1960 Nastro d'Argento per Estate violenta
- 1968 Nastro d'Argento per Pronto... c'è una certa Giuliana per te
- 1991 Premio David di Donatello alla carriera